# Puchówki
Puchówki (Phodilinae) – monotypowa podrodzina ptaków z rodziny płomykówkowatych (Tytonidae).

## Zasięg występowania
Podrodzina obejmuje dwa gatunki występujące w orientalnej Azji.

## Morfologia
Długość ciała 23–29 cm; masa ciała 230–308 g.

## Systematyka

### Etymologia
Phodilus: gr. φως phōs, φωτος phōtos „światło, świt”, od φαος phaos „światło”; δειλος deilos „bojaźliwy”, od δειλιαω deiliaō „bać się”.

### Podział systematyczny
Do podrodziny należy jeden rodzaj z następującymi gatunkami:
- Phodilus assimilis Hume, 1877 – puchówka cejlońska
- Phodilus badius (Horsfield, 1821) – puchówka orientalna